# Partecipanti al Giro di Svizzera 2002
Elenco dei partecipanti al Giro di Svizzera 2002.
Al via si sono presentate 17 squadre, per un totale di 135 atleti iscritti. I ciclisti arrivati al traguardo finale sono stati 94, mentre 41 si sono ritirati, con una percentuale di arrivi pari al 69%.

## Corridori per squadra
Nota: R ritirato, NP non partito, FT fuori tempo.
| Fassa Bortolo                 | Fassa Bortolo                 | Fassa Bortolo                 | Tacconi Sport                             | Tacconi Sport                             | Tacconi Sport                             | Française des Jeux         | Française des Jeux         | Française des Jeux         |
| ----------------------------- | ----------------------------- | ----------------------------- | ----------------------------------------- | ----------------------------------------- | ----------------------------------------- | -------------------------- | -------------------------- | -------------------------- |
| 1                             | Francesco Casagrande          | 9º                            | 61                                        | Gianluca Bortolami                        | 39º                                       | 121                        | Jean-Patrick Nazon         | R 5ª                       |
| 2                             | Ivan Basso                    | 44º                           | 62                                        | Dmitrij Gajnitdinov                       | 33º                                       | 122                        | Christophe Mengin          | 72º                        |
| 3                             | Sergej Ivanov                 | 51º                           | 63                                        | Peter Luttenberger                        | 7º                                        | 123                        | Jimmy Casper               | 92º                        |
| 4                             | Kim Kirchen                   | 42º                           | 64                                        | Steve Zampieri                            | 19º                                       | 124                        | Carlos Dacruz              | 31º                        |
| 5                             | Oscar Pozzi                   | 41º                           | 65                                        | Andrej Hauptman                           | 79º                                       | 125                        | Nicolas Fritsch            | 3º                         |
| 6                             | Tadej Valjavec                | 10º                           | 66                                        | Patrick Calcagni                          | 73º                                       | 126                        | Franck Pencolé             | 60º                        |
| 7                             | Marco Zanotti                 | 89º                           | 67                                        | Massimo Donati                            | 49º                                       | 127                        | Franck Perque              | R 8ª                       |
| 8                             | -                             |                               | 68                                        | Pietro Zucconi                            | 48º                                       | 128                        | Matthew Wilson             | 86º                        |
| Manager: Stefano Zanatta      | Manager: Stefano Zanatta      | Manager: Stefano Zanatta      | Manager: Fabrizio Bontempi                | Manager: Fabrizio Bontempi                | Manager: Fabrizio Bontempi                | Manager: Martial Gayant    | Manager: Martial Gayant    | Manager: Martial Gayant    |
| Team Telekom                  | Team Telekom                  | Team Telekom                  | Saeco-Longoni Sport                       | Saeco-Longoni Sport                       | Saeco-Longoni Sport                       | Gerolsteiner               | Gerolsteiner               | Gerolsteiner               |
| 11                            | Erik Zabel                    | 54º                           | 71                                        | Danilo Di Luca                            | 74º                                       | 131                        | Davide Rebellin            | 27º                        |
| 12                            | Aleksandr Vinokurov           | NP 6ª                         | 72                                        | Mirko Celestino                           | 32º                                       | 132                        | Saulius Ruškys             | R 3ª                       |
| 13                            | Gian Matteo Fagnini           | 56º                           | 73                                        | Salvatore Commesso                        | 38º                                       | 133                        | Tobias Steinhauser         | 55º                        |
| 14                            | Rolf Aldag                    | 18º                           | 74                                        | Juan Manuel Fuentes                       | 25º                                       | 134                        | Georg Totschnig            | 5º                         |
| 15                            | Bobby Julich                  | 29º                           | 75                                        | Jörg Ludewig                              | 71º                                       | 135                        | Gianni Faresin             | 40º                        |
| 16                            | Kevin Livingston              | 36º                           | 76                                        | Marius Sabaliauskas                       | 65º                                       | 136                        | Uwe Peschel                | NP 7ª                      |
| 17                            | Giuseppe Guerini              | 22º                           | 77                                        | Fabio Sacchi                              | R 5ª                                      | 137                        | Ronny Scholz               | R 4ª                       |
| 18                            | Steffen Wesemann              | 68º                           | 78                                        | Alessandro Spezialetti                    | NP 3ª                                     | 138                        | Olaf Pollack               | R 4ª                       |
| Manager: Mario Kummer         | Manager: Mario Kummer         | Manager: Mario Kummer         | Manager: Giuseppe Martinelli              | Manager: Giuseppe Martinelli              | Manager: Giuseppe Martinelli              | Manager: Rolf Gölz         | Manager: Rolf Gölz         | Manager: Rolf Gölz         |
| Rabobank                      | Rabobank                      | Rabobank                      | Team Coast                                | Team Coast                                | Team Coast                                | Phonak Hearing Systems     | Phonak Hearing Systems     | Phonak Hearing Systems     |
| 21                            | Beat Zberg                    | 30º                           | 81                                        | Alex Zülle                                | 1º                                        | 141                        | Alexandre Moos             | 11º                        |
| 22                            | Markus Zberg                  | 57º                           | 82                                        | Niki Aebersold                            | R 2ª                                      | 142                        | Reto Bergmann              | 20º                        |
| 23                            | Jan Boven                     | 53º                           | 83                                        | Anton Šantyr'                             | 88º                                       | 143                        | Roger Beuchat              | NP 9ª                      |
| 24                            | Marcel Duijn                  | 83º                           | 84                                        | Bekim Christensen                         | NP 9ª                                     | 144                        | Christian Charrière        | 21º                        |
| 25                            | Karsten Kroon                 | 58º                           | 85                                        | Mauro Gianetti                            | 77º                                       | 145                        | Martin Elmiger             | 28º                        |
| 26                            | Geert Verheyen                | 26º                           | 86                                        | Sascha Henrix                             | 81º                                       | 146                        | Marco Fertonani            | R 8ª                       |
| 27                            | Thorwald Veneberg             | 34º                           | 87                                        | Rolf Huser                                | 76º                                       | 147                        | Daniel Schnider            | 12º                        |
| 28                            | Marc Wauters                  | 64º                           | 88                                        | André Korff                               | 85º                                       | 148                        | Sven Teutenberg            | 78º                        |
| Manager: Adri van Houwelingen | Manager: Adri van Houwelingen | Manager: Adri van Houwelingen | Manager: Alain Gallopin                   | Manager: Alain Gallopin                   | Manager: Alain Gallopin                   | Manager: Jacques Michaud   | Manager: Jacques Michaud   | Manager: Jacques Michaud   |
| Mapei-Quick Step              | Mapei-Quick Step              | Mapei-Quick Step              | Alessio                                   | Alessio                                   | Alessio                                   | Index-Alexia               | Index-Alexia               | Index-Alexia               |
| 31                            | Daniele Nardello              | NP 8ª                         | 91                                        | Laurent Dufaux                            | 4º                                        | 151                        | Paolo Savoldelli           | R 4ª                       |
| 32                            | Andrea Noè                    | R 6ª                          | 92                                        | Ruslan Ivanov                             | 67º                                       | 152                        | Ivan Quaranta              | R 3ª                       |
| 33                            | Elio Aggiano                  | 90º                           | 93                                        | Davide Casarotto                          | NP 9ª                                     | 153                        | Bo Hamburger               | 63º                        |
| 34                            | Robert Hunter                 | 75º                           | 94                                        | Raffaele Ferrara                          | NP 9ª                                     | 154                        | Paolo Lanfranchi           | R 3ª                       |
| 35                            | Kevin Hulsmans                | R 5ª                          | 95                                        | Martin Hvastija                           | R 3ª                                      | 155                        | Giuseppe Di Grande         | 8º                         |
| 36                            | Miguel Martinez               | 23º                           | 96                                        | Dario Pieri                               | R 3ª                                      | 156                        | Gianluca Valoti            | 70º                        |
| 37                            | Gerhard Trampusch             | 14º                           | 97                                        | Aleksandr Šefer                           | 52º                                       | 157                        | Paolo Valoti               | R 4ª                       |
| 38                            | Charles Wegelius              | 66º                           | 98                                        | Stefano Casagranda                        | NP 9ª                                     | 158                        | Alessandro Guerra          | 91º                        |
| Manager: Serge Parsani        | Manager: Serge Parsani        | Manager: Serge Parsani        | Manager: Dario Mariuzzo                   | Manager: Dario Mariuzzo                   | Manager: Dario Mariuzzo                   | Manager: Ennio Vanotti     | Manager: Ennio Vanotti     | Manager: Ennio Vanotti     |
| Domo-Farm Frites              | Domo-Farm Frites              | Domo-Farm Frites              | AG2R Prévoyance                           | AG2R Prévoyance                           | AG2R Prévoyance                           | Saint-Quentin-Oktos        | Saint-Quentin-Oktos        | Saint-Quentin-Oktos        |
| 41                            | Johan Museeuw                 | 80º                           | 101                                       | Jaan Kirsipuu                             | FT 5ª                                     | 161                        | Vincent Bader              | 37º                        |
| 42                            | Enrico Cassani                | 46º                           | 102                                       | Christophe Agnolutto                      | 35º                                       | 162                        | Pierre Bourquenoud         | 15º                        |
| 43                            | Leif Hoste                    | NP 9ª                         | 103                                       | Linas Balčiūnas                           | R 3ª                                      | 163                        | Eddy Lembo                 | R 3ª                       |
| 44                            | Jans Koerts                   | NP 3ª                         | 104                                       | Ludovic Capelle                           | R 5ª                                      | 164                        | Frédéric Gabriel           | 24º                        |
| 45                            | Fred Rodriguez                | 61º                           | 105                                       | Andy Flickinger                           | 59º                                       | 165                        | Jean Nuttli                | NP 3ª                      |
| 46                            | Léon van Bon                  | 69º                           | 106                                       | Artūras Kasputis                          | R 5ª                                      | 166                        | Laurent Paumier            | NP 7ª                      |
| 47                            | Sven Vanthourenhout           | 87º                           | 107                                       | Thierry Loder                             | 47º                                       | 167                        | Roman Peter                | NP 3ª                      |
| 48                            | Piotr Wadecki                 | 2º                            | 108                                       | Innar Mändoja                             | 94º                                       | 168                        | Christophe Rinero          | 17º                        |
| Manager: Marc Sergeant        | Manager: Marc Sergeant        | Manager: Marc Sergeant        | Manager: Gilles Mas                       | Manager: Gilles Mas                       | Manager: Gilles Mas                       | Manager: Jean-Jacques Loup | Manager: Jean-Jacques Loup | Manager: Jean-Jacques Loup |
| Lampre-Daikin                 | Lampre-Daikin                 | Lampre-Daikin                 | Acqua & Sapone-Cantina Tollo              | Acqua & Sapone-Cantina Tollo              | Acqua & Sapone-Cantina Tollo              |                            |                            |                            |
| 51                            | Pavel Tonkov                  | 6º                            | 111                                       | Santos González                           | 13º                                       |                            |                            |                            |
| 52                            | Rubens Bertogliati            | 50º                           | 112                                       | Miguel Martín Perdiguero                  | NP 9ª                                     |                            |                            |                            |
| 53                            | Raivis Belohvoščiks           | 82º                           | 113                                       | Daniele Bennati                           | R 3ª                                      |                            |                            |                            |
| 54                            | Johan Vestrepen               | 84º                           | 114                                       | Massimo Giunti                            | 45º                                       |                            |                            |                            |
| 55                            | Juan Manuel Gárate            | 43º                           | 115                                       | Rubén Lobato                              | 16º                                       |                            |                            |                            |
| 56                            | Gabriele Missaglia            | R 8ª                          | 116                                       | Kyrylo Pospjejev                          | NP 9ª                                     |                            |                            |                            |
| 57                            | Luciano Pagliarini            | 93º                           | 117                                       | Agustín Peña                              | NP 9ª                                     |                            |                            |                            |
| 58                            | Mariano Piccoli               | NP 9ª                         | 118                                       | Federico Giabbecucci                      | 62º                                       |                            |                            |                            |
| Manager: Pietro Algeri        | Manager: Pietro Algeri        | Manager: Pietro Algeri        | Manager: Antonio Salutini/Giuseppe Petito | Manager: Antonio Salutini/Giuseppe Petito | Manager: Antonio Salutini/Giuseppe Petito |                            |                            |                            |